# Minority Report
Minority Report és una pel·lícula estatunidenca de 2002 de ciència-ficció, que tracta sobre els problemes que podrien sorgir en el cas que la policia poguera saber quins crims es cometran abans que succeïsquen. Està basada en un relat curt de Philip K. Dick, The Minority Report (1956), i dirigida per Steven Spielberg.

## Argument
Tres persones amb capacitats precognitives, els Precogs, ajuden a la policia de Precrim a descobrir els crims abans que es produïsquen. John (Tom Cruise) és un policia pertanyent a la Unitat de Precrim que, durant un dia de servei, descobreix que en escasses hores acabarà amb la vida d'una persona a qui no coneix. Haurà d'escapar en un intent de demostrar la seua innocència i descobrir els successos que l'arrossegaran cap a l'inexorable homicidi, però és realment inevitable?, podria fallar el sistema en les seues prediccions?

## Repartiment
- Tom Cruise: Captain John Anderton
- Max von Sydow: Director Lamar Burgess
- Colin Farrell: Danny Witwer
- Samantha Morton: Agatha Lively
- Steve Harris: Jad
- Neal McDonough: Gordon Fletcher
- Patrick Kilpatrick: Knott
- Jessica Capshaw: Evanna
- Lois Smith: Dra. Iris Hineman
- Kathryn Morris: Lara
- Peter Stormare: Eddie Solomon
- Mike Binder: Leo Crow
- Tim Blake Nelson: Gideon
- Joel Gretsch: Donald Dublin

## Nominacions
- César a la millor pel·lícula estrangera

## Tecnologia inspirada en Minority Report
El cinema té una gran influència dins de la realitat i, més concretament, dins de la tecnologia, donant lloc a la creació de tecnologia inspirada en pel·lícules. Una clara mostra d'això esdevé la pel·lícula Minority Report, pel·lícula que presentava una tecnologia futurista que ha acabat creant-se, deixant de ser ciència-ficció per convertir-se en tecnologia real.

### Ordinador interactiu: Kinect i Mezzanine[modifica]
A la pel·lícula Minority Report, el protagonista John Anderton (interpretat per Tom Cruise) utilitza un gran ordinador interactiu, un ordinador que esdevé una habitació gairebé sencera i que li permet dur a terme un gran nombre de moviments visualitzant el que vol veure i movent-se per l'espai que apareix a la pantalla utilitzant únicament moviments de les seves mans.
L'any 2009 Microsoft va presentar "Kinect", que moltes persones ja van realacionar amb la tecnologia fictícia que apareixia a la pel·lícula Minority Report.Kinect esdevé un controlador de joc lliure i entreteniment que va ser creat per Alex Kipman i desenvolupat per Microsoft per a la videoconsola Xbox360. El controlador permet als usuaris l'opció d'interactuar i controlar la videoconsola a través d'una interfície natural d'usuari que fa possible el reconeixement de gestos i veu de l'usuari (com l'opció que té Tom Cruise de controlar i interactuar amb la pantalla a la pel·lícula). Això fa possible que l'usuari pugui jugar actuant el mateix (a través del propi cos) com a comandament, donar ordres mitjançant el comandament de veu i dur a terme trucades per Skype en HD.
Però a l'hora de parlar pròpiament de l'invent de ciència-ficció que apareix a la pel·lícula Minority Report, hem de fer esment a l'enginyer John Underkoffer que va esdevenir el creador de la tecnologia que apareix a la pel·lícula Minority Report i va acabar convertint-se en un dels homes més referents dins del món de la ciència-ficció de Hollywood. Després de la creació d'aquesta tecnologia ficticia va voler portar-la a terme a la realitat i va crear l'empresa Oblong amb l'objectiu d'aconseguir que l'ordinador de Minority Report aparegui instal·lat a totes les cases. Actualment ja ha aconseguit la creació d'aquest ordinador arquitectònic al que ha anomenat "Mezzanine". Mezzanine converteix una habitació en una interfície que a la vegada conté un sistema operatiu que fa possible que l'ordinador aconsegueixi interpretar l'espai tal com ho fem els ésser humans. Les aplicacions d'aquest ordinador permeten que la relació entre els éssers humans i els objectes digitals es produeixin de la mateixa manera que ho fan amb el món real.

### La publicitat personalitzada
A la pel·lícula Minority Report apareix una escena on el protagonista entra en una botiga, l'escàner d'ulls el reconeix i comença a oferir-li un gran nombre de productes d'acord amb els gustos del consumidor.
Tot i que actualment no existeix un sistema tan avançat, alguns recursos com l'AdSense de Google, se centren en inspeccionar el comportament dels usuaris a Internet de manera que, posteriorment, els ofereix productes relacionats amb les seves cerques anteriors.

### Paper electrònic
Apareix una escena a Minority Report on es mostren diaris de paper electrònic, és a dir, diaris on apareixen imatges en moviment.
Tot i que en l'actualitat no existeixen aquesta mena de diaris de paper electrònic, la tinta electrònica sí que s'ha convertit en una realitat. El màxim representant de llibres electrònics esdevé Kindle que va aparèixer l'any 2007 (cinc anys després de l'estrena de la pel·lícula).